# David Stevenson (ciclista)
David M. Stevenson (17 de janeiro de 1882, data de morte desconhecida) foi um ciclista escocês que competiu nos Jogos Olímpicos de 1912.
Em Estocolmo 1912 fez parte da equipe escocesa que terminou em quarto lugar na prova de contrarrelógio por equipes. No contrarrelógio individual ele terminou na quadragésima primeira posição.